# Casa Thomas S. Sprague
La casa Thomas S. Sprague fue una residencia privada ubicada en la avenida West Palmer 80 en Midtown de Detroit, la ciudad más poblada del estado de Míchigan (Estados Unidos). Fue incluida en el Registro Nacional de Lugares Históricos en 1986, pero posteriormente fue demolida.

## Historia

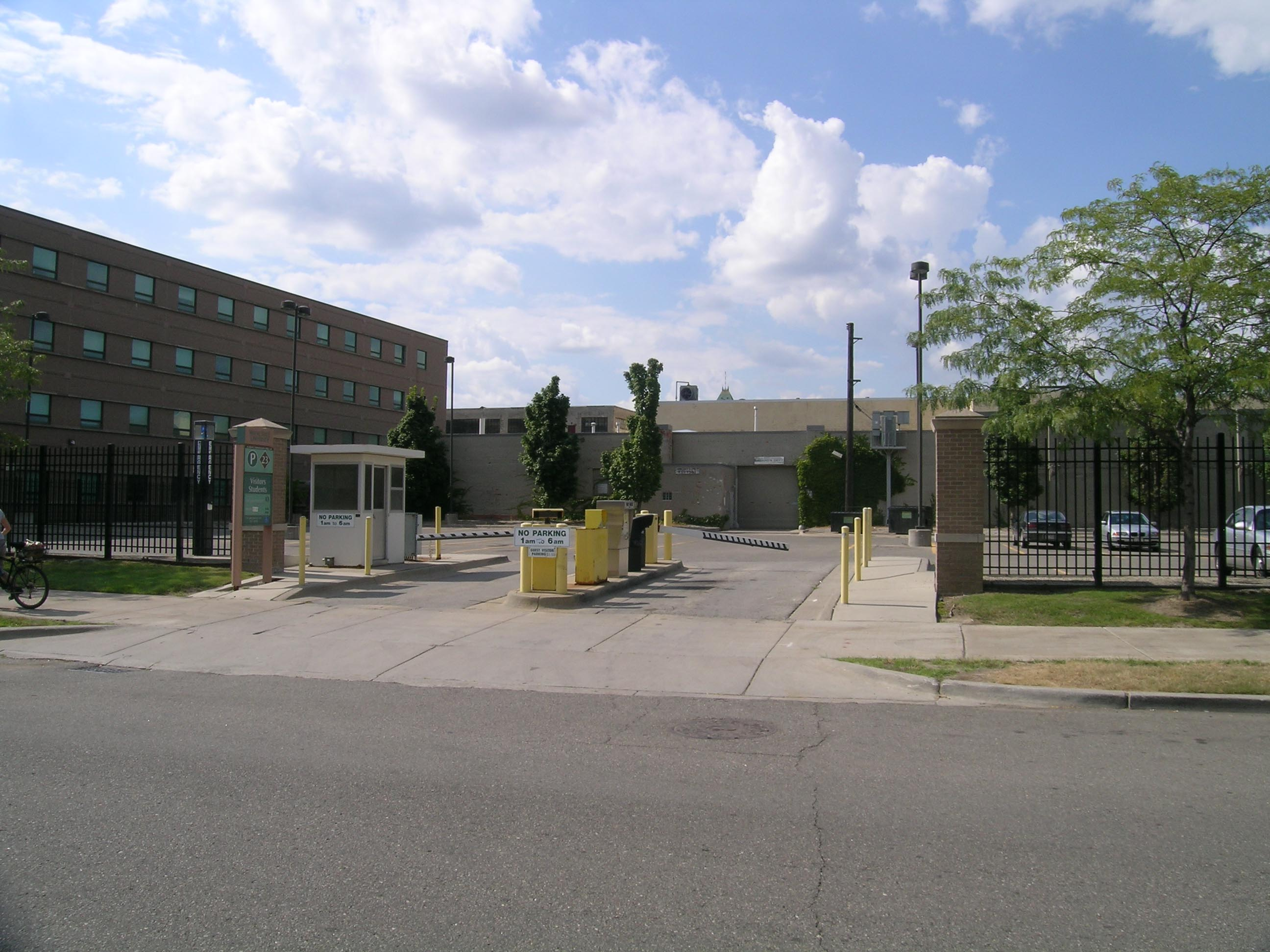
Estacionamiento donde una vez estuvo la casa de Thomas S. Sprague.

William Scott & Company construyó esta casa para Thomas S. Sprague, un desarrollador inmobiliario de Detroit. El propio Sprague vivió en la casa desde 1884 hasta 1901, cuando el redactor editorial del diario Detroit Evening News, Arthur D. Welton, se mudó a la casa. Arthur Patriache, gerente del Ferrocarril Pere Marquette, vivió en la casa desde 1905 hasta 1916. El restaurador Michael Guarnieri compró la casa en 1916 y permaneció en posesión de la familia Guarnieri hasta 1977, cuando la Universidad Estatal Wayne compró la propiedad. La casa fue demolida en 1994.

## Descripción
La casa tenía dos pisos y medio y estaba diseñada en estilo Reina Ana y Shingle. La fachada frontal tenía varios elementos salientes y retraídos, y una variedad de tratamientos superficiales, creando una composición asimétrica con rica textura. Un porche de techo a cuatro aguas de un piso cubría la entrada central y rodeaba una torre octogonal de esquina. Al lado de la entrada había una ventana triple coronada con ventanales. Las ventanas de doble guillotina del primer piso en la torreta también estaban coronadas por secciones de ventanales arqueadas. La torre estaba rematada con un hastial que convertía la estructura en una ventana salediza. Otro ventanal se colocó en el lado opuesto de la fachada.
El interior se mantuvo en su forma casi original durante casi 100 años. Tenía candelabros que combinaban gas y electricidad, vidrieras, baldosas estampadas en el hogar y un radiador con un horno con puerta de vidrio. En el salón había una singular chimenea asimétrica de nogal con repisa.